# Leo Petry
Leo Petry (* 20. Juli 1948) ist ein deutscher Politiker (SPD).

## Leben
Petry besuchte von 1954 bis 1959 eine katholische Volksschule, danach bis 1961 ein Redemptoristeninternat und anschließend ein Realgymnasium, wo er 1967 die Reifeprüfung ablegte. Ein Studium der Wirtschaftswissenschaften (1967–1971) schloss er als Diplomkaufmann ab. Im Anschluss war bis 1980 Referendar und Studienrat am kaufmännischen Bildungszentrum in Saarlouis. An der Hochschule für Technik und Wirtschaft des Saarlandes lehrt er seit dem Jahr 1990. Seit 1992 gehört Petry dem Vorstand des Energieversorgers VSE AG an.
1965 trat Petry in die SPD ein. In den Jahren 1970 bis 1974 war er Unterbezirksvorsitzender der Jusos im Kreis Saarlouis. Seit 1977 ist er Vorsitzender des SPD-Unterbezirks Saarlouis. 1980 wurde Petry in den Landtag des Saarlandes gewählt, dem er in drei Legislaturperioden angehört, bis er 1992 wegen seiner VSE-Tätigkeit das Mandat niederlegte. Im Vorfeld der Landtagswahl 1994 war Petry als saarländischer Minister für Wirtschaft und Finanzen im Gespräch. Außerdem war er Ortsvorsteher von Gerlfangen.
Seit 2016 ist Petry Honorarkonsul des Landes Luxemburg im Saarland.
Petry ist verheiratet und hat ein Kind.